# César Cubilla
César Cubilla Mencia (Asunción, Paraguay, 4 de junio de 1938-Lima, Perú, 17 de octubre de 2004) fue un futbolista y entrenador paraguayo que dirigió a varios equipos de su país y del Perú.

## Trayectoria

### Como jugador
César Cubilla jugó en Paraguay por el Cerro Porteño y el Club Nacional. Llegó al Perú en 1966 para jugar por el Club Estrella Roja que participaba en la Liga de Piura, jugó también por el Club Octavio Espinosa en la Primera División del Perú.

### Como entrenador
En Perú ascendió al Atlético Torino a la máxima categoría en 1970. Tuvo también destacados pasos por el Atlético Chalaco en 1973 y 1979 cuando obtuvo el subcampeonato y la clasificación a la Copa Libertadores por primera vez en su historia. 
Llegó al Sporting Cristal en 1982 para afrontar las últimas fechas del torneo 81, en 1983 se consagró por única vez campeón del fútbol peruano dirigiendo al cuadro cervecero del Rimac.
En la larga trayectoria de Cubilla en el Perú también llegó a dirigir a otros equipos más tradicionales del medio como Atlético Chalaco, Alianza Lima, Cienciano, Sport Boys y Deportivo Municipal.
En Paraguay fue entrenador del Club Libertad, Sol de América, Club Sport Colombia y General Caballero Sport Club. Dirigió también a la Selección de Paraguay (sub-20) en dos ocasiones: en el Campeonato Sudamericano de 1985 y el Campeonato Sudamericano de 1988. Además, logró la clasificación a la Copa Mundial de Fútbol Juvenil de 1985.

## Clubes

### Como futbolista
| Club                        | País     | Año         |
| --------------------------- | -------- | ----------- |
| Cerro Porteño               | Paraguay | ?           |
| Club Nacional               | Paraguay | ?           |
| Club Estrella Roja de Piura | Perú     | 1966 - 1967 |
| Club Octavio Espinosa       | Perú     | 1968 - 1969 |

### Como entrenador
| Club                           | País     | Año         |
| ------------------------------ | -------- | ----------- |
| Atlético Torino                | Perú     | 1970        |
| Cienciano                      | Perú     | 1971        |
| Atlético Chalaco               | Perú     | 1973 - 1974 |
| León de Huánuco                | Perú     | 1975        |
| Unión Tumán                    | Perú     | 1975        |
| Colegio Nacional de Iquitos    | Perú     | 1976        |
| Sport Boys                     | Perú     | 1977        |
| Colegio Nacional de Iquitos    | Perú     | 1978 - 1979 |
| Atlético Chalaco               | Perú     | 1979        |
| Alianza Lima                   | Perú     | 1980        |
| Atlético Chalaco               | Perú     | 1981        |
| Sporting Cristal               | Perú     | 1982 - 1983 |
| Club Libertad                  | Paraguay | 1984        |
| Selección de Paraguay (sub-20) | Paraguay | 1985        |
| Sol de América                 | Paraguay | 1985        |
| Deportivo Municipal            | Perú     | 1985 - 1986 |
| Alianza Lima                   | Perú     | 1987        |
| Selección de Paraguay (sub-20) | Paraguay | 1988        |
| Sport Colombia                 | Paraguay | 1988        |
| Deportivo Municipal            | Perú     | 1989        |
| Unión Huaral                   | Perú     | 1991        |
| FBC Melgar                     | Perú     | 1992        |
| León de Huánuco                | Perú     | 1993        |
| Cienciano                      | Perú     | 1994        |
| Carlos A. Mannucci             | Perú     | 1995        |
| Atlético Torino                | Perú     | 1996        |
| Sport Boys                     | Perú     | 1997        |
| IMI Fútbol Club                | Perú     | 1999        |
| Deportivo Pesquero             | Perú     | 2000        |
| Deportivo Municipal            | Perú     | 2000        |
| General Caballero Sport Club   | Paraguay | 2001        |
| Juan Aurich                    | Perú     | 2002        |
| Sport Coopsol                  | Perú     | 2003        |
| Deportivo Wanka                | Perú     | 2004        |

## Palmarés
| Título                    | Club             | País | Año  |
| ------------------------- | ---------------- | ---- | ---- |
| Copa Perú                 | Atlético Torino  | Perú | 1970 |
| Primera División del Perú | Sporting Cristal | Perú | 1983 |